# Stephen J. Rivele
 (juin 2024).
Si vous disposez d'ouvrages ou d'articles de référence ou si vous connaissez des sites web de qualité traitant du thème abordé ici, merci de compléter l'article en donnant les références utiles à sa vérifiabilité et en les liant à la section « Notes et références ».
Stephen J. Rivele, né le 6 mai 1949 à Philadelphie, et mort le 17 mai 2024 à Pasadena, est un scénariste et producteur américain.

## Biographie
Stephen J. Rivele est né à Philadelphie le 6 mai 1949. Il a fréquenté la West Catholic High School, où il a obtenu son diplôme de major de sa classe. Rivele est également devenu actif dans le mouvement des droits civiques. En 1967, il a assisté à un événement de collecte de fonds pour le SCLC, où il a serré la main du conférencier invité, le Dr Martin Luther King Jr.
Rivele est diplômé de l'Université Saint-Joseph et de l'Université de Montpellier en France, puis du Swarthmore College. Il a ensuite travaillé avec la mission jésuite au Congo, obtenant un certificat en agriculture tropicale de l'Ecole Agronomique, où il a créé des fermes et des coopératives d'élevage dans et autour de Kinshasa.
En 1975, il devient le premier étudiant américain admis au Conservatoire du Film de Paris. Il a également étudié avec Eric Rohmer à l’Université de Paris, où il a obtenu une maîtrise française des beaux-arts en réalisation cinématographique.
Sa Carrière commencent a un retour chez lui ou il fonde le Performing Arts Theatre avec l'acteur Jon Polito, écrivant et mettant en scène des pièces produites à Philadelphie, New York et Londres. Au cours de cette période, il a également travaillé comme photographe pour les Eagles de Philadelphie, documentant leur saison 1977.
Après avoir travaillé sur des films à New York il décide de s'installer à Los Angeles où il écrit et réalise plusieurs dizaines de documentaires. Ses films ont été primés dans des festivals et compétitions à travers le monde.
Rivele a également commencé à écrire des articles dans des magazines basés sur sa fascination croissante pour l'assassinat de JFK. Son travail révolutionnaire sur le sujet a conduit à son premier livre, Death and Discovery. Son deuxième livre, The Plumber, fut un best-seller et vendu à Universal Pictures.
Après que son livre sur JFK ait été choisi, il a entamé un partenariat d'écriture de trente ans avec Christopher Wilkinson. Ensemble, ils ont écrit Nixon, Ali, Copying Beethoven, Miles Ahead, Pawn Sacrifice et Birth of the Dragon, en plus de réécritures non créditées sur Bohemian Rhapsody, A Star is Born, Moneyball et All Eyez on Me.
Tout au long de sa carrière de scénariste, Stephen a continué à écrire des livres et des pièces de théâtre. Ses œuvres publiées incluent Lt. Ramsey's War, Dark Genius, The Mothershed Case, A Booke of Days, Vice, Singer in the Land of Night et un recueil de poèmes, Desert Songs. Sa pièce, The Wes and Jane Show, a été choisie par le LA Times comme l'un des meilleurs événements théâtraux de l'année et a été présentée au Festival de Los Angeles et jouée au Dorothy Chandler à Los Angeles.

## Mort
Stephen J. Rivele meurt dans son sommeil à son domicile à Pasadena, en californie le 17 mai 2024, a l’âge de 74 ans.

## Filmographie
- 1995 : Nixon de Oliver Stone (scénario)
- 2001 : Ali de Michael Mann (scénario)
- 2006 : Copying Beethoven d'Agnieszka Holland (scénario et production)
- 2009 : Like Dandelion Dust (en) de Jon Gunn
- 2014 : Le Prodige (Pawn Sacrifice) d'Edward Zwick (scénario et production)
- 2019 : Gemini Man de Ang Lee (scénario, non crédité[2])

## Nominations
- Oscars du cinéma 1996 : Oscar du meilleur scénario original pour Nixon